# Jakub Štourač
Jakub Štourač (* 12. ledna 1991, Brno) je český fotbalový útočník, momentálně působící v prvoligovém týmu FC Zbrojovka Brno.

## Klubové statistiky
Aktuální k 12. června 2013
| Sezona | Klub                          | Země  | Soutěž | Zápasy | Góly |
| ------ | ----------------------------- | ----- | ------ | ------ | ---- |
| 08/09  | 1. FC Brno B                  | Česko | MSFL   | 1      | 0    |
| 09/10  | 1. FC Brno B                  | Česko | MSFL   | 2      | 0    |
| 10/11  | FC Zbrojovka Brno B           | Česko | MSFL   | 26     | 8    |
| 11/12  | FC Zbrojovka Brno B           | Česko | MSFL   | 7      | 0    |
| 12/13  | Coastal Carolina Chanticleers | USA   | NCAA   | 24     | 3    |
|        | celkem                        |       |        | 60     | 11   |